# 莫利納岩
莫利納岩（英語：Molina Rocks）是南極洲的岩石，位於特里尼蒂半島，處於蒂皮尼耶群島以西7公里，在1951年由智利政府繪入地圖，現時由南極條約體系管理。